# Bajo un manto de estrellas
Bajo un manto de estrellas es un largometraje español de 2013 del director Óscar Parra de Carrizosa, y cuyo guion fue escrito por Gema G. Regal y Óscar Parra de Carrizosa. 
El film se estrena el 14 de febrero de 2014.

## Sinopsis
Verano de 1936.
El convento dominico de Almagro se vacía en los primeros días del mes de julio. Novicios y estudiantes son enviados a diversos lugares de España para pasar las vacaciones, reduciéndose así los habitantes del edificio a una veintena de frailes de todas las edades.
El 18 de julio el ejército de África se levanta en armas contra el gobierno de la República, lo que supondrá, por las circunstancias políticas del momento, una severa amenaza para los religiosos.
En el nerviosismo expectante de los primeros días, la cosa no pasó de visitas molestas e indagaciones suspicaces, pero cuando presenciaron el incendio de la cercana parroquia Madre de Dios, ya no les cupo duda de la tormenta que se cernía sobre sus cabezas.

## Historia
La película narra el martirio de los padres dominicos de Almagro y seminaristas  durante la persecución religiosa de los años treinta en España. Basada en la documentación oficial de la época, la asesoría histórica ha corrido a cargo del sacerdote diocesano don Jorge López Teulón, postulador de la Diócesis de Toledo.

## Reparto
- Manuel Aguilar.- Padre Prior, Ángel Marina, sacerdote martirizado
- Zack Molina.- Fray Francisco Santos, seminarista martirizado.
- Pablo Pinedo.- Fray Arsenio de la Viuda, hermano cooperador martirizado.
- Antonio Meléndez Peso.- Fray Mateo de Prado, hermano cooperador martirizado.
- Víctor Octavio.- Fray Paulino Reoyo, seminarista martirizado.
- Álvaro Palomo.- Fray Ricardo López, seminarista martirizado.
- Luis Fernández de Eribe.- Padre Natalio Camazón, sacerdote martirizado.
- José Antonio Ortas.- Alcalde de Almagro.
- Antonio Esquinas.- El Peco, miembro de la Casa del Pueblo, asesino de los frailes.
- Pablo Vega.- El Jaro, miembro de la Casa del Pueblo, asesino de los frailes.
- Cristina Fungueiriño.- Sor Vicenta, religiosa martirizada.

## Palmarés cinematográfico
| Festival                                                                  | Resultado                 |
| ------------------------------------------------------------------------- | ------------------------- |
| XXIX Festival Internacional de Cine y Multimedia católico de Niepokalanów | 2º Premio Mejor Película. |
| V Montería Film Festival                                                  | Mejor Director            |